# Martalja
Martalja (1899-ig Motyók, szlovákul: Motyčky) község Szlovákiában, a Besztercebányai kerületben, a Besztercebányai járásban.

## Fekvése
Besztercebányától 20 km-re északkeletre, az 59-es főút mentén található.

## Története
A falut a 16. században alapították több telep egyesítésével. Lakói favágók, szénégetők, kohászok voltak. 1743-ban „Motischka” alakban említik először. A 19. században lakói erdei munkásokként, vasmunkásokként dolgoztak.
Fényes Elek 1851-ben kiadott geográfiai szótárában így ír a faluról: „Moticskó, tót falu, Zólyom vmegyében, Urvölgyétől északra 1 órányira, 214 kath. lak. Kath. paroch. templom. A Szurecz hegyén levő 2 szép vizomlás nézésre méltó. F. u. a kamara.”
A trianoni diktátumig területe Zólyom vármegye Besztercebányai járásához tartozott.
1944-45-ben környékén élénk partizántevékenység folyt.

## Népessége
| Év:            | 1994. | 2004.   | 2014.    | 2024.   |
| -------------- | ----- | ------- | -------- | ------- |
| Emberek száma: | 101   | 98      | 110      | 104     |
| Eltérés:       |       | -2,97 % | +12,24 % | -5,45 % |

| Év:            | 2023. | 2024.   |
| -------------- | ----- | ------- |
| Emberek száma: | 107   | 104     |
| Eltérés:       |       | -2,80 % |

1910-ben 599, túlnyomórészt szlovák lakosa volt.
2001-ben 107 lakosából 105 szlovák volt.
2011-ben 119 lakosából 104 szlovák.

## Nevezetességei
- Nagyboldogasszony temploma 1754-ben épült barokk stílusban.

## Külső hivatkozások
- Községinfó
- Martalja Szlovákia térképén
- E-obce.sk Archiválva 2007. december 30-i dátummal a Wayback Machine-ben